# Егілс Хельманіс
Егілс Хельманіс (30 грудня 1971 , Латвія ) — латвійський політик та бізнемен. Мер міста Огре.

## Життєпис
До політичної кар'єри був бізнесменом та інструктором з ближнього бою.
У липні 2025 року зазнав поранення внаслідок нічного обстрілу під час чергового візиту до України з метою доставки партії волонтерської допомоги у вигляді автомобілів для ЗСУ.

## Відзнаки
- «Почесний громадянин Чернігівської області»[4].